# Rivière du Sud (vattendrag i Kanada, Québec, lat 45,35, long -71,35)
Rivière du Sud är ett vattendrag i Kanada.   Det ligger i provinsen Québec, i den sydöstra delen av landet, 300 km öster om huvudstaden Ottawa.
I omgivningarna runt Rivière du Sud växer i huvudsak blandskog. Runt Rivière du Sud är det mycket glesbefolkat, med 2 invånare per kvadratkilometer.